# شوما کاماتا
شوما کاماتا (انگلیسی: Shoma Kamata؛ زادهٔ ۱۵ ژوئن ۱۹۸۹) بازیکن فوتبال اهل ژاپن است.
از باشگاه‌هایی که در آن بازی کرده‌است می‌توان به باشگاه فوتبال شیمیزو اس-پالس و باشگاه فوتبال جف یونایتد ایچیهارا چیبا اشاره کرد.
وی همچنین در تیم ملی فوتبال زیر ۲۳ سال ژاپن بازی کرده‌است.
وی در مسابقات کشوری و بین‌المللی در مجموع برندهٔ ۱ مدال طلا شده‌است.